# Système Vétiver

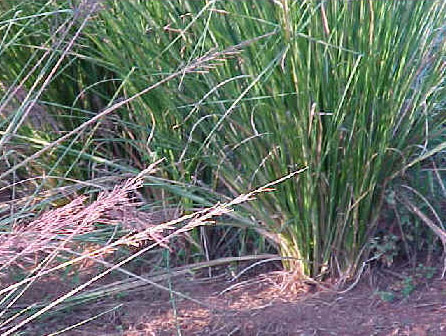
Aspect d'une touffe de vétiver.

Le système Vétiver est un système de conservation des sols et de protection de l'eau dont le composant principal est l'utilisation du vétiver, espèce de graminées, planté en haies. Ce système est promu par une organisation internationale non gouvernementale, le Vetiver Network International (TVNI).
Le système vétiver est appliqué dans plus de cent pays pour la préservation des sols et de l'eau, la stabilisation des infrastructures, la lutte contre la pollution, le traitement des eaux usées, l'atténuation et la réhabilitation, le contrôle des sédiments, la prévention des dégâts causés par les tempêtes et de nombreuses autres applications de protection de l'environnement (par le biais de la bio-ingénierie et de la phytoremédiation).
Le vétiver, Chrysopogon zizanioides, est le composant principal de toutes les applications de bio-ingénierie et de conservation du système Vétiver. On peut l'utiliser dans les régions tropicales et subtropicales, et dans les zones de climat méditerranéen où les étés sont chauds, et les hivers tempérés.
Quand le vétiver est planté en haies en travers d'une pente, il forme une barrière végétale très dense qui ralentit et répartit les eaux de ruissellement. Combiné avec un système racinaire robuste et profond, une tolérance à une vaste gamme de pH (d'environ 3 à 11), une tolérance élevée à la plupart des métaux lourds, la capacité d'éliminer du sol et de l'eau les nitrates, phosphates  et produits phytosanitaires en excès.
Le vétiver peut être utilisé pour la conservation des sols et des eaux, la stabilisation des sites de construction, la lutte contre la pollution (lagunage) et d'autres applications concernant conjointement le sol et l'eau.

## Variété de vétiver utilisée
La variété du vétiver qui est promue pour les applications du système vétiver provient de l'Inde du Sud, n'est pas fertile, ni envahissante et doit être propagée par division de touffes. Son système racinaire massif et finement structuré peut se développer très rapidement - dans certaines applications, la profondeur d'enracinement peut atteindre 3 à 4 mètres dès la première année. Ce système racinaire profond rend le vétiver très résistant à la sécheresse et difficile à déloger par un courant fort. Ses tiges raides, dressées, peuvent résister à un écoulement d'eau relativement profond. De nouvelles pousses se développent à partir de la couronne souterraine, ce qui rend le vétiver résistant au feu, aux gelées, à la circulation et à une forte pression de pâturage. Le vétiver n'est pas affecté de manière significative par les ravageurs et maladies, et ne sert pas de réservoir aux organismes pathogènes susceptibles d'affecter les plantes cultivées horticoles ou de plein champ.
La variété de vétiver utilisée dans le système Vétiver ne produit pas  de stolons ni de rhizomes, ne produit pas de graines fertiles et reste à l'endroit où on l'a plantée. Dans certains pays, le vétiver a même été utilisé pour définir des limites de propriétés. Les haies ne risquent pas d'envahir le reste des propriétés.

## Technique du système Vétiver

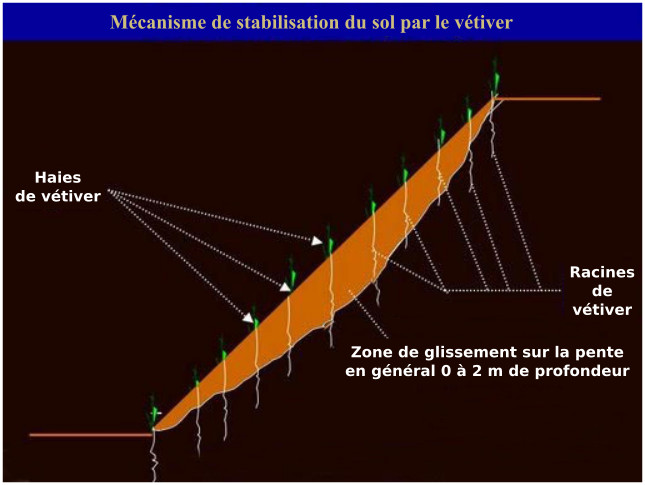
Mécanisme de stabilisation des sols par le système Vétiver.

La technique de base de la stabilisation du sol à l'aide du vétiver consiste en la création d'une ou plusieurs haies plantées en suivant les courbes de niveau. Les plants de pépinière ou greffons d'environ 3 talles sont généralement plantés avec un espacement de 10 à 15 cm pour créer, à maturité, une barrière d'herbe rigide qui agit comme un tampon et un diffuseur de l'eau qui s'écoule vers le bas, et comme un filtre pour les sédiments. Le développement de plantes robustes et d'un système racinaire profond nécessite une exposition en plein soleil. L'ombrage partiel réduit leur croissance, et un ombrage important peut même l'annihiler à long terme en réduisant leur capacité à rivaliser avec des d'espèces plus tolérantes à l'ombre.
Des haies multiples peuvent être nécessaires pour garantir la stabilisation d'une pente, auquel cas l'espacement entre les rangées dépendra de la pente, de l'état et de la composition du sol et de la gravité du problème. Les distances typiques sont comprises entre un et deux mètres. Certaines directives publiées recommandent une distance entre les rangs d'environ 1,5 m pour une pente de 30° et d'environ 1 m pour une pente de 45°.
Une bonne haie peut réduire le ruissellement de 70 % et l'entraînement des sédiments jusqu'à 90 %. La haie se maintient à l'emplacement où elle est plantée et l'accumulation des sédiments derrière la haie forme peu à peu une terrasse durable. C'est une technique à faible coût et à faible intensité de main-d'œuvre qui prétend avoir un ratio avantages / coûts très élevé. Lorsqu'il est utilisé pour la protection des travaux publics, son coût est estimé à environ 1/20 de celui de systèmes traditionnels.
Le système vétiver est une technique en cours de développement. En tant que technique de conservation des sols et, plus récemment, comme outil de bio-ingénierie, l'application efficace du système Vétiver dans des projets à grande échelle impliquant une conception et une construction significatives en ingénierie, nécessite une compréhension de la biologie, de la pédologie, de l'hydraulique, de l'hydrologie et des principes géotechniques.

## Vetiver Network International
Le Vetiver Network International (TVNI) est une ONG internationale, qui a des membres dans plus de 100 pays. Ses membres actifs sont des personnes travaillant au sein des gouvernements, d'instituts de recherche, d'agences de développement international, d'ONG et dans le secteur privé et les communautés agricoles.